# Frank Dawson Adams
Frank Dawson Adams (Montreal, 17 de setembro de 1859 — 26 de dezembro de 1942 foi um geólogo canadense. Produziu, em 1922, o primeiro mapa geológico do Ceilão (Sri Lanka).
Após obter o seu título de Ph.D. em Heidelberg assumiu o cargo de professor na Universidade McGill em 1889, posteriormente obtém a cátedra Logan de geologia, de 1892 a 1922.
Tornou-se membro da Sociedade Real do Canadá em 1896 e membro da Royal Society de Londres em 1907. Foi laureado com a medalha Flavelle pela Royal Society do Canadá em 1937. Também foi condecorado com a medalha Lyell em 1881 e com a medalha Wollaston em 1939, ambas pela Sociedade Geológica de Londres.

## Obras
- "The Birth and Development of the Geological Sciences" (1938).